# Drosophila erecta
Espèce
Drosophila erecta est une espèce d'insectes diptères du genre Drosophila. Cette mouche appartient au même sous-groupe que Drosophila melanogaster. D. erecta est trouvée dans les régions équatoriales d’Afrique de l’ouest, leurs larves se développent dans les fruits murs des plantes tropicales du genre pandanus.
Le génome de Drosophila erecta est entièrement séquencéet les informations relatives à cet organisme sont compilées dans FlyBase.